# Pavillon Richelieu (Bordeaux)
Le Pavillon Richelieu, aussi appelé "Le pavillon Louis XVI" est une fabrique de jardin qui aurait été construit vers 1780 sur le domaine de La Croix-Maron. Il est situé au 96 rue Achard à Bacalan à Bordeaux.
Initialement situé au bord du fleuve, le pavillon est déplacé d'environ 250 mètres en raison des travaux de comblement de la Garonne en 1885. Par la suite, le domaine de la Croix-Maron est entouré d'installations industrielles et est vendue en vue de sa transformation en chantier naval.
Ce pavillon constitue le seul vestige de l'architecture des jardins du XVIIIe siècle et des maisons de plaisance à Bacalan.

## Histoire

### Origine du nom
Lors de la construction du pavillon vers 1780, le domaine de la Croix-Marron est la propriété de Pierre Bernard de Pontet, un écuyer, commissaire ordinaire des guerres et chevalier de Saint-Louis. En raison de ses responsabilités élevées, il a sans doute eu l'occasion de recevoir le duc Richelieu. Donnant ainsi le nom de l'homme d'Etat à la fabrique.

### Construction
La date exacte de construction du pavillon n'est pas connue. Selon un article de 1912 du bulletin de la Société archéologique de Bordeaux, la première mention écrite du pavillon remonte à 1817 dans l'acte de vente du domaine de La Croix-Maron où il a été érigé. Un acte de partage de 1728 ne fait pas référence à l'existence d'un pavillon sur cette propriété. Ainsi, on estime qu'il a été construit entre 1728 et 1817.

### XVIIIe–XXesiècle

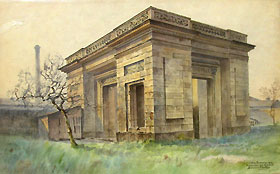
Aquarelle du Pavillon Richelieu par Edmond Fontan

Ce pavillon aurait été utilisé comme résidence privée par Louis-François-Armand de Vignerot du Plessis de Richelieu.
En 1910, des photographies ont été prises, témoignant de l'état dégradé de la fabrique.
En 1912, M.Duval, membre de la Société archéologique de Bordeaux, à la suite de la lecture d'un mémoire sur le pavillon par M. Béchalade demande que la fabrique soit protégée et conservée.

### XXIesiècle
Le pavillon Richelieu demeure à l'abandon pendant de nombreuses années. À partir de 2001, l'édifice se trouve sur une propriété privée sous la gestion de la Société JC Decaux.
En 2011, la société Decaux envisage la possibilité de restaurer le pavillon, mais opte pour des mesures de préservation, comprenant le soutien structurel des murs et la création d'un drainage autour de l'édifice pour atténuer les remontées d'humidité du sol, compte tenu de la proximité du bitume du parking avoisinant qui s'étend jusqu'au pied des murs.
Après une année d'étude en collaboration avec le cabinet d'architectes bordelais Blanchot-Dufour-Fournier, d'importants travaux de restauration sont entrepris en 2017. La réalisation des travaux est confiée à la société TMH.

## Architecture
Le pavillon a une structure carrée de 9m30 de côté, se limitant à un unique rez-de-chaussée qui abritait un salon ovale. Les angles coupés du bâtiment dissimulaient autrefois des espaces tels qu'un bureau, une cuisine et un escalier, tous désormais absents. Les façades étaient agrémentées de nombreux bas-reliefs et sculptures, mais ils ont disparu au fil du temps.

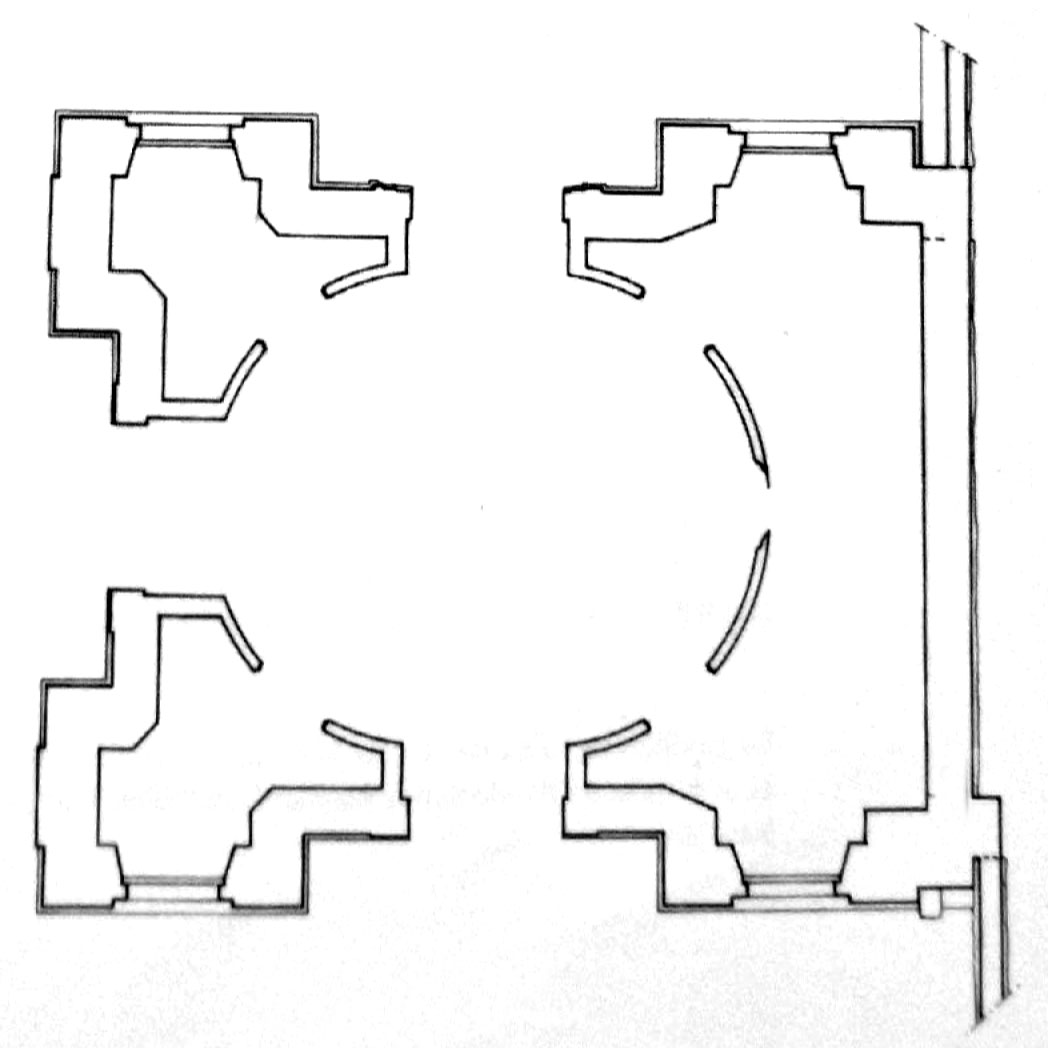
Plan du Pavillon Richelieu

En 2017, il y a une restauration. À l'extérieur, la pierre de Frontenac, composant l'édifice, subit un nettoyage complet et des remplacements partiels. La toiture en zinc est entièrement rénovée, de même que la charpente en bois et les menuiseries. A l'intérieur, le salon ovale est reconstitué, car la plupart des pierres qui le constituaient avaient disparu. Des renforts en métal sont préalablement installés pour renforcer la structure du bâtiment, mais ils étaient endommagés. Ils sont reconstruits, car le sol, étant instable, entraîne une légère inclinaison du pavillon en direction de la Garonne.

### A proximité
- Cité du Vin
- Grue Wellman

- Magasin des vivres de la marine de Bordeaux
- Musée de la Mer Marine